# Cristián de Waldeck
El Conde Cristián de Waldeck (25 de diciembre de 1585, Eisenberg-31 de diciembre de 1637, Waldeck) fue Conde de Waldeck-Wildungen y también chambelán imperial.

## Biografía
Cristián era el hijo del Conde Josías I de Waldeck-Eisenberg (1554-1588) y su esposa María de Barby (1563-1619). Fue tutor de su sobrino Simón Luis (1627-1631) y posteriormente del hijo de su sobrino Simón Felipe (1636-1637) en el Condado de Lippe.
"Amaba las artes y las ciencias, y era amable con todos los estudiosos. Amaba la Palabra de Dios y diligentemente apoyaba a las iglesias, escuelas y hospitales; también prometió que ansiosamente se mantendría en la religión Protestante. Sin embargo, no pudo resistir la insistencia del clero, y en 1630 dio la orden de aplicar medidas extremas para erradicar el 'vicio que es la magia'." (Klettenberg, Eichler, p. 123)
Cristián murió en 1637 y fue sucedido como Conde de Waldeck-Wildungen por su hijo Felipe VII. Su hijo menor Juan se convirtió en Conde de Waldeck-Landau como Juan II.

## Juicios de brujas
El Conde Cristián I de Waldeck fue responsable de una serie de juicios de brujas particularmente violentos en Wildungen, que empezaron en 1629. Hasta 1632, los juicios costaron la vida de 29 víctimas, incluyendo a Elisabeth Kotzenberg, la esposa de Günther Samuel, quien era el secretario de Cristián. Fue torturada y murió en el Ayuntamiento el 3 de julio de 1630.

## Matrimonio e hijos
El 18 de noviembre de 1604, contrajo matrimonio con la Condesa Isabel (1584-1661), hija del Conde Juan VII de Nassau y su esposa Magdalena de Waldeck-Wildungen. Cristián e Isabel tuvieron 16 hijos:
- María Magdalena (1606-1671), desposó en 1623 al Conde Simón VII de Lippe.
- Sofía Juliana (1607-1637), desposó en 1633 a Herman IV de Hesse-Rotenburg, el hijo del Landgrave Mauricio de Hesse-Kassel.
- Ana Augusta (1608-1658), desposó en 1627 al Conde Juan de Sayn-Wittgenstein.
- Isabel (1610-1647), desposó en 1634 al Conde Guillermo Wirich de Daun-Falkenstein.
- Mauricio (1611-1617)
- Catalina (1612-1649), desposó:
  1. en 1631 al Conde Simón Luis de Lippe.
  2. en 1641 al Duque Felipe Luis de Holstein-Wiesenburg
- Felipe VII (1613-1645), Conde de Waldeck-Wildungen, desposó en 1634 a la Condesa Ana Catalina de Sayn-Wittgenstein.
- Cristina (1614-1679), desposó en 1642 al Conde Ernesto de Sayn-Wittgenstein-Homburg.
- Dorotea (1616-1661), desposó en 1641 al Conde Emico XIII de Leiningen-Falkenburg.
- Inés (1617-1651), desposó en 1650 al Conde Juan Felipe II de Leiningen-Dagsburg.
- Sibila (1619-1678), desposó en 1643 al Conde Federico Emico de Leiningen-Dagsburg.
- Juana Ágata (1620-1636)
- Gabriel (1621-1624)
- Juan II (1623-1680), Conde de Waldeck-Landau, desposó:
  1. en 1644 a la Condesa Alexandrina María de Veblen-Meggen.
  2. en 1655 a la Landgravina Dorotea Enriqueta de Hesse-Darmstadt.
- Luisa (1624-1665), desposó en 1647 al Barón Gerhard Luis de Effern.